# Ralph H. Wetmore
Ralph Hartley Wetmore (* 27. April 1892 in Yarmouth, Nova Scotia; † 28. April 1989 in Boxford, Massachusetts) war ein kanadisch-US-amerikanischer Botaniker und Entwicklungsbiologe, der sich um die Erforschung von Pflanzenanatomie und Pflanzenphysiologie verdient gemacht hat.

## Leben
Nach seinem Schulabschluss im Alter von 16 Jahren arbeitete Wetmore zunächst als Lehrer in einer Dorfschule, dann nach Erwerb einer staatlichen Lizenz einige Jahre als Lehrer in Milton, Nova Scotia. Nach dem Militärdienst im Ersten Weltkrieg, wo er wegen Farbenblindheit und Varikosis von Kampfeinsätzen zurückgestellt war, studierte Wetmore an der Acadia University in Wolfville. Hier erwarb er 1921 einen Bachelor, 1924 bei Edward Charles Jeffrey an der Harvard University einen Ph.D. in Botanik (evolutionäre Pflanzenmorphologie und -anatomie).
1925 nahm Wetmore eine Assistenzprofessur an der Acadia University an, 1926 an der Harvard University. Hier übernahm er 1930 die Leitung der botanischen Laboratorien, bis diese 1934 in Laboratorien für die gesamte Biologie aufgingen. Nach der Befreiung von administrativen Aufgaben konnte sich Wetmore vermehrt der Forschung widmen, unter anderem mit Irving Widmer Bailey vom Arnold-Arboretum zur Anatomie von Holz und ihrer Bedeutung für die evolutionären Ursprünge und taxonomischen Beziehungen. Insgesamt befasste er sich vor allem mit der Entwicklungsbiologe der Pflanzen und der Pflanzenembryogenese und galt als Pionier einer experimentellen Pflanzen-Morphogenese. Zum Beispiel führte er Experimente zur Apikaldominanz, zur Rolle der Auxine (mit Kenneth V. Thimann) und zur Entwicklung von Pflanzenteilen unter Bedingungen einer Zellkultur durch.
Zu seinen Schülern gehörten Winslow R. Briggs und Ian M. Sussex. 1962 wurde Wetmore emeritiert, blieb aber wissenschaftlich aktiv und veröffentlichte bis 1974.
Wetmore war seit 1923 mit Marion G. Silver verheiratet, die 1935 an einer Infektionskrankheit verstarb. Das Paar hatte zwei Kinder. 1940 heiratete Ralph Wetmore die Englisch-Dozentin und spätere Dekanin des Radcliffe College, Olive Smith († 1982).

## Auszeichnungen (Auswahl)
- 1927 Fellow der American Association for the Advancement of Science
- 1932 Mitglied der American Academy of Arts and Sciences[1]
- 1948 Ehrendoktorat der Acadia University
- 1953 Präsident der Botanical Society of America
- 1954 Mitglied der National Academy of Sciences[2]
- Mitglied der New York Academy of Sciences